# Попова, Анна Юрьевна
А́нна Ю́рьевна Попо́ва (род. 18 октября 1960, Ростов-на-Дону, РСФСР, СССР) — российский государственный деятель. С 10 апреля 2014 года — руководитель Федеральной службы по надзору в сфере защиты прав потребителей и благополучия человека — главный государственный санитарный врач Российской Федерации. Действительный государственный советник Российской Федерации 1 класса (2013). Врач-эпидемиолог, гигиенист, доктор медицинских наук, профессор.

## Биография
Родилась 18 октября 1960 года в Ростове-на-Дону. В 1984 году окончила санитарно-гигиенический факультет Ростовского государственного медицинского университета по специальности «гигиена, санитария и эпидемиология». 
Работала врачом-эпидемиологом, заведующей эпидемиологическим отделом Будённовской санитарно-эпидемиологической станции в Ставропольском крае, затем врачом-эпидемиологом, главным врачом Центра Госсанэпиднадзора в Серпухове. С 1994 по 2005 годы возглавляла санэпидслужбу Серпуховского района Московской области.
С 2006 по 2008 год — первый заместитель руководителя Роспотребнадзора по Московской области.
В 2008 году назначена на должность начальника Управления кадров, последипломного образования и гигиенического воспитания населения Федеральной службы по надзору в сфере защиты прав потребителей и благополучия человека (Роспотребнадзор).
С 23 декабря 2011 года — заместитель главы Роспотребнадзора.
С 23 октября 2013 года — исполняющая обязанности главы Роспотребнадзора (Распоряжение от 23 октября 2013 года № 1931-р).
10 апреля 2014 года утверждена в должности главы ведомства.
С третьей попытки добилась возвращения внеплановых проверок без предварительного предупреждения предприятий общественного питания и супермаркетов. Соответствующие полномочия Роспотребнадзор получил с 23 января 2015 года.
В 2013 году присвоен классный чин Действительный государственный советник Российской Федерации 1 класса.
В 2022 году возглавила координационный совет государств-членов ОДКБ по вопросам биологической безопасности.

## Научно-преподавательская деятельность
В 1997 году защитила кандидатскую диссертацию на тему «Влияние загрязнения окружающей среды хлорированными бифенилами на неспецифическую резистентность и поствакцинальный иммунитет» в НИИ гигиены имени Ф. Ф. Эрисмана.
В 2000 году защитила докторскую диссертацию на тему «Гигиеническая безопасность населения в условиях загрязнения окружающей среды хлорированными бифенилами на примере модельной территории».
В 2005 году присвоено звание профессор по специальности «гигиена».
Заведующая кафедрой социальной гигиены и организации государственной санитарно-эпидемиологической службы РМАПО.
Преподает дисциплину «Общая гигиена» на кафедре гигиены Сеченовского университета.
Является главным редактором ежемесячного научно-практического журнала «Здоровье населения и среда обитания — ЗНиСО».
Автор и соавтор более 73 научных работ, двух монографий, более 50 нормативно-методических документов.
Является соавтором патента на препарат «ЭпиВакКорона», заявленный как вакцина от коронавируса.

## Награды
- 1999 — Медаль ордена «За заслуги перед Отечеством» II степени[13]
- 1999 — Медаль «В память 850-летия Москвы»[12]
- 2013 — Нагрудный знак «Почётный работник Роспотребнадзора»
- 2015 — Орден Почёта[14]
- 2015 — Нагрудный знак МИД России «За вклад в международное сотрудничество»
- 2017 — Заслуженный врач Чеченской Республики — за заслуги в области обеспечения санитарно-эпидемиологического надзора и защиты прав потребителей в Чеченской Республике[15]
- 2019 — Медаль «За вклад в развитие Евразийского экономического союза» (Высший совет Евразийского экономического союза)[16]
- 2020 — Орден святителя Луки, архиепископа Крымского, III степени (награда Русской православной церкви)[17]
- 2021 — Президент Республики Узбекистан Шавкат Мирзиёев наградил нагрудным знаком «Мехр-саховат» (Милосердие и щедрость) за оказанную помощь в борьбе с COVID-19.
- 2021 — Орден Дружбы (Южная Осетия)[18]
- 2024 — Почётная грамота Правительства Российской Федерации (19 ноября 2024 года) — за большой вклад в подготовку и проведение X Санкт-Петербургского международного форума объединённых культур[19]
- 2024 — Медаль «10 лет Евразийскому экономическому союзу» (26 декабря 2024 года, Высший Евразийский экономический совет)[20]

## Семья
Замужем. Муж — военнослужащий (декларированный доход за 2015 г. — 661 тыс. руб.). Двое детей.